# HD 52976
HD 52976，又名BD+12 1406，SAO 96432、HR 2651，是一颗恒星，视星等为5.98，位于銀經203.04，銀緯8.42，其B1900.0坐标为赤經6h 58m 15.3s，赤緯+12° 8.42′ 28″。